# Marlborough (Nuevo Hampshire)
Marlborough es un pueblo ubicado en el condado de Cheshire en el estado estadounidense de Nuevo Hampshire. En el Censo de 2010 tenía una población de 2.063 habitantes y una densidad poblacional de 38,59 personas por km².

## Geografía
Marlborough se encuentra ubicado en las coordenadas 42°53′10″N 72°10′40″O / 42.88611, -72.17778. Según la Oficina del Censo de los Estados Unidos, Marlborough tiene una superficie total de 53.46 km², de la cual 52.85 km² corresponden a tierra firme y (1.14%) 0.61 km² es agua.

## Demografía
Según el censo de 2010, había 2.063 personas residiendo en Marlborough. La densidad de población era de 38,59 hab./km². De los 2.063 habitantes, Marlborough estaba compuesto por el 97.04% blancos, el 0.39% eran afroamericanos, el 0.05% eran amerindios, el 0.87% eran asiáticos, el 0% eran isleños del Pacífico, el 0.24% eran de otras razas y el 1.41% pertenecían a dos o más razas. Del total de la población el 1.41% eran hispanos o latinos de cualquier raza.